# Hutary
Hutary (biał. Гутары, ros. Гуторы, Gutory) – wieś na Białorusi, w obwodzie witebskim, w rejonie postawskim, w sielsowiecie Juńki. W 2019 liczyła 1 mieszkańca.